# Амир уль-муслимин
Амир аль-муслимин (араб. امیر المسلمین‎ — повелитель мусульман) — официальный титул главы государства Альморавидов. В 1061 Юсуф ибн Ташфин отстранил своего дядю Абу Бакра ибн Умара от руководства и первым принял титул амир аль-муслимин. Титул амир аль-муслимина давал Альморавидам, по крайней мере в глазах юристов, квазирелигиозную санкцию.

## Список амир аль-муслиминов
- Юсуф ибн Ташфин (около 1006 — 2 сентября 1106 года)
- Али ибн Юсуф (1070—1143)[3]